# Tábor nucené práce
Tábory nucené práce (TNP) byly na území Československa (tehdejší Československé republiky) zřizovány na základě zákona č. 247/1948 Sb., o táborech nucené práce, který byl schválen 25. října 1948.
TNP existovaly v letech 1948 až 1954, budovaly se v místech s nedostatkem pracovní síly (doly, hutě, železárny, stavební závody, státní statky apod.). Pouze několik táborů nucené práce bylo zřízeno při československých uranových dolech. O počtech lidí zařazených do TNP existují velmi rozdílné údaje. Podle odhadů lze konstatovat, že TNP prošlo na 20 tisíc občanů.

## Rozdělení táborů
(stav k 29. 7. 1949)
- a) podle tělesné zdatnosti
  - těžká: doly, hutě
  - normální: stavební podniky, vápenky, cementárny, lomy, cihelny
  - lehká: zemědělské podniky, dílenská práce v TNP
  - pomocná: udržovací práce v TNP
- b) podle sociálního původu a stupně provinění
  - TNP s politickými delikventy a zřejmými nepřáteli zřízení (TNP zřizovat bez ohledu na pracovní příležitosti a rentabilitu s vysokým stupněm ostražitosti – plánuje se Brno, Hodonín, Pardubice)
  - TNP pro ostatní provinilce – šmelináře, porušovatele pracovní morálky s nižším stupněm ostražitosti
  - TNP pro mladistvé provinilce (18 – 25 let)
  - TNP pro ženy – odděleně mladistvé, prostitutky aj. NA, Branně bezpečnostní komise ÚV KSČ, krabice č. 104.

K tomu, aby byl občan přikázán od TNP, nemusel spáchat žádný trestný čin. „Tento zákon (247/48 Sb.) znamená revoluci v právu, neboť nepotřebuje trestný čin k zásahu. Je to zákon preventivní, tzn. předchozí opatření proti trestným činům.“ Ze schůze členů krajských komisí pro zařazování osob do TNP ze dne 15. 12. 1948. NA, Branně bezpečnostní komise ÚV KSČ, krabice č. 104. Stačilo pouhé podezření, že čin může spáchat, a byl preventivně do TNP poslán. Některé z důvodů, pro které byly přidělovány první osoby do TNP: „…stýká se s cizinou, jeho sestra je rakouskou státní příslušnicí, nemá kladný poměr ke zřízení, poslouchá cizí rozhlas, nesouhlasil se znárodněním, šířil nepravdivé zprávy, majitel přepychové vily, majitel domu, stýká se s reakcionáři, hazardní hráč, vyhýbá se práci, manželka byla proti znárodnění…“ (NA, Branně bezpečnostní komise ÚV KSČ, krabice č. 104.) Podle tehdejších směrnic zařazení do TNP nebylo trestem, avšak paradoxně doba strávená v TNP se zapisovala do trestního rejstříku. V této souvislosti je velmi zajímavé, že lidé odsouzeni podle zákona 231/48 Sb. (na ochranu lidově demokratické republiky), měli být automaticky po vykonání trestu zařazeni do TNP.
Do TNP mohl být zařazen člověk mezi 18-60 rokem života až na výjimky bez řádného soudu na dobu 3 měsíců až 2 let, z rozhodnutí funkcionářů Národních výborů, členů KSČ a KSS, kteří si tak vyrovnávali účty nejen se svými politickými odpůrci. O přikázání do TNP většinou rozhodovaly tříčlenné komise (obdoba sovětských trojek), jejich členy a náhradníky jmenoval Krajský národní výbor. Za celý rok 1949 zařadily komise do TNP celkem 9061 spoluobčanů. Přikazovací komise od prosince 1948 do srpna 1950 projednaly 31 tisíc návrhů a přikázaly do TNP 16691 osob.
Po zrušení zákona 247/48 Sb. existenci TNP upravil zákon č. 88/50 Sb. (Trestní zákon správní) a zákon č. 86/50 Sb. (Trestní zákon). Vydáním těchto zákonů došlo k rozdělení působnosti v zařazování osob do TNP mezi místní národní výbor a ministerstvo vnitra. Ve smyslu zákona 88/50 Sb. jsou MV zřizovány trestní komise při ONV a trestní odvolací komise při krajském národním výboru.

## Význam
Význam TNP spočíval především v izolaci nepřátel tehdejšího zřízení, tito se měli v TNP převychovat prací, za kterou dostávali řádnou mzdu, a politickými školeními na platné spoluobčany budující komunistickou společnost. Jak o chovance tak i o rodinné příslušníky mělo být postaráno tak, aby nestrádali.
Od svého vzniku patřily TNP pod působnost ministerstva vnitra. V polovině roku 1951 přešly TNP (s výjimkou „uranových“ TNP a „vojenského“ TNP Mírov) do pravomoci ministerstva spravedlnosti. Ministerstvo spravedlnosti zavedlo pro TNP nové označení, a to přechodní nápravná zařízení a jejich chovanci byli nazýváni vězni. Definitivní konec TNP měl na svědomí zákon č. 102/53 Sb. (novela některých ustanoveních trestního práva správního).
Strážní službu obstarávali příslušníci SNB. K 31. prosinci 1949 vykonávalo tuto službu v TNP celkem 297 příslušníků SNB. Tento počet se jevil jako absolutně nedostatečný, vzhledem k téměř žádnému ženijně technickému zabezpečení samotných táborů a pracovišť. Při daném počtu příslušníků nebylo možno tábory zabezpečit. Střežení bylo prováděno dozorčí a obchůzkovou službou, což prakticky znamenalo, že objekty nebyly pod stálým a nepřetržitým dozorem. Příslušníci ostrahových oddílů byli přidělováni přechodně na dobu dvou měsíců od KS-NB. Časté střídání vedlo k nedbalému a benevolentnímu vykonávání služby. Za rok 1949 se pokusilo 902 chovanců o útěk, což je téměř 11 % z celkového počtu chovanců TNP (8275). Téměř 90 % útěků se uskutečnilo z pracovišť, ta měla být podle tehdy platných ustanovení střežena závodními strážemi. Střežení bylo ale prováděno velmi povrchně, nezodpovědně a na mnohých pracovištích nebylo prováděno vůbec. „Procento útěků jeví se vzhledem k primitivním bezpečnostním opatřením jako přiměřené.“ Za měsíc září 1950 uprchlo z TNP 87 chovanců (1,72 % skutečného stavu chovanců TNP), bylo dopadeno nebo se do TNP dobrovolně vrátilo 98 osob.
Jak již bylo výše uvedeno, v TNP mělo být postaráno o zdraví chovanců. Zdravotní služba byla v TNP vykonávána táborovým lékařem, kterého jmenovalo ministerstvo vnitra po dohodě s příslušnou okresní národní pojišťovnou. Táborový lékař společně s velitelem TNP zodpovídal za zdravotní stav chovanců, za vytvoření zdravotních předpokladů k pracovnímu využití zařazených osob podle fyzické schopnosti a zdatnosti a za vytvoření a udržení zdravotních předpokladů řádného a hygienického zařízení TNP.
Za první tři měsíce roku 1950 zemřelo 8 chovanců na různé choroby, 1 osoba byla usmrcena elektrickým proudem, 2 osoby spáchaly sebevraždu. Za 2. čtvrtletí roku 1950 zemřeli 4 chovanci. V srpnu 1950 zemřel jeden chovanec v nemocnici. Za první pololetí roku 1950 v průměru připadá na měsíc 8,5 těžkého úrazu (v červnu 18 případů). Zdravotní stav zařazovaných osob do TNP není dobrý, neboť „do táborů jsou stále zařazovány osoby choré, s podlomeným zdravím, neschopné práce. Takovým osobám je na základě posudku táborového lékaře, velitelství tábora a doporučení zdravotního oddělení ministerstva národní bezpečnosti pobyt v TNP přerušován na dobu potřebnou k léčení.“ Celkem tak byl v prvním pololetí roku 1950 přerušen pobyt v TNP 617 chovancům.
Výsledek hospodaření v TNP v českých zemích za rok 1949 byl velmi dobrý. Byla dodržena zásada soběstačnosti. Hospodaření bylo lepší než se očekávalo, neboť do celkových čísel byly zahrnuty i náklady na 3 odsunová střediska Němců, která byla zahrnuta do konce roku 1949 ve správě hospodářského sektoru správy TNP. Od chovanců TNP bylo celkem přijato za stravu, oděv, ubytování a jinou režii TNP 77 038 328 Kčs. Skutečné náklady tvořily 66 422 331 Kčs, z čehož plyne 10 615 997 Kčs jako přebytku. K tomuto číslu je třeba přičíst ještě 19 412 668 Kčs - nevyčerpaná částka z 85 835 000 Kčs, plánovaných pro hospodářský sektor TNP. Kromě toho se ještě podařilo vymoci pohledávky od zaměstnavatelů Němců za roky 1945-1949 ve výši 47 976 985 Kčs. „Celkový ryzí přínos správy TNP státní pokladně za rok 1949 činí 58 592 983 Kčs.“
Význam TNP lze spatřovat v izolaci nepřátel režimu, nedobrovolného přeskupení pracovních sil a v neposlední řadě i v ekonomické oblasti.